# Teen Choice Awards 2014
La 16ª edizione dei Teen Choice Awards ha avuto luogo il 10 agosto 2014 nel Gibson Amphitheatre di Los Angeles, California.
Gli One Direction hanno vinto tutte e dieci le nomination ricevute, The Fault in Our Stars ha vinto tutte e sette le nomination. Selena Gomez ha ricevuto l'Ultimate Choice Award.

## Presentatore
- Tyler Posey
- Sarah Hyland

## Performers
- Demi Lovato & Cher Lloyd – Really Don't Care
- Magic! – Rude
- Rixton – Wait on Me e Me and My Broken Heart
- Becky G – Shower
- Jason Derulo – Wiggle/Talk Dirty

## Premi

### Cinema
| Miglior film d'azione | Miglior attore di film d'azione | Miglior attrice di film d'azione |
| --- | --- | --- |
| - Divergent - Edge of Tomorrow - Godzilla - Maleficent - The Mortal Instruments: City of Bones | - Theo James, Divergent - Jamie Campbell Bower, The Mortal Instruments: City of Bones - Tom Cruise, Edge of Tomorrow - Kellan Lutz, Hercules - La leggenda ha inizio - Mark Wahlberg, Lone Survivor | - Shailene Woodley, Divergent - Emily Blunt, Edge of Tomorrow - Lily Collins, The Mortal Instruments: City of Bones - Elle Fanning, Maleficent - Angelina Jolie, Maleficent                                                                                              |
| Miglior film drammatico | Miglior attore di film drammatico | Migliore attrice di un film drammatico |
| - The Fault in Our Stars - American Hustle - Heaven Is For Real - Million Dollar Arm - Veronica Mars | - Ansel Elgort, The Fault in Our Stars - Bradley Cooper, American Hustle - Russell Crowe, Noah - Jason Dohring, Veronica Mars - Jon Hamm, Million Dollar Arm | - Shailene Woodley, The Fault in Our Stars - Kristen Bell, Veronica Mars - Sandra Bullock, Gravity - Jennifer Lawrence, American Hustle - Emma Watson, Noah |
| Miglior film fantasy | Miglior attore di film fantasy | Miglior attrice di film fantasy |
| - Hunger Games: La ragazza di fuoco - The Amazing Spider-Man 2 - Captain America: The Winter Soldier - Thor: The Dark World - X-Men: Days of Future Past | - Josh Hutcherson, Hunger Games: La ragazza di fuoco - Chris Evans, Captain America: The Winter Soldier - Andrew Garfield, The Amazing Spider-Man 2 - Chris Hemsworth, Thor: The Dark World - Liam Hemsworth, Hunger Games: La ragazza di fuoco | - Jennifer Lawrence, Hunger Games: La ragazza di fuoco and X-Men: Days of Future Past - Halle Berry, X-Men: Days of Future Past - Scarlett Johansson, Captain America: The Winter Soldier - Natalie Portman, Thor: The Dark World - Emma Stone, The Amazing Spider-Man 2 |
| Comedy | Miglior attore di una commedia | Miglior attrice di una commedia |
| - Tutte contro lui - Anchorman 2: The Legend Continues - Blended - Poliziotto in prova - Vampire Academy | - Kevin Hart, Poliziotto in prova - Will Ferrell, Anchorman 2: The Legend Continues - Ice Cube, Poliziotto in prova - Johnny Knoxville, Jackass Presents: Bad Grandpa - Adam Sandler, Blended | - Emma Roberts, Come ti spaccio la famiglia - Christina Applegate, Anchorman 2: The Legend Continues - Drew Barrymore, Blended - Zoey Deutch, Vampire Academy - Cameron Diaz, Tutte contro lui                                                                           |
| Miglior cattivo | Miglior attore in una scena stealer | Breakout Star |
| - Donald Sutherland, Hunger Games: La ragazza di fuoco - Michael Fassbender, X-Men - Giorni di un futuro passato - Jamie Foxx, The Amazing Spider-Man 2 - Kelsey Grammer, Transformers 4 - L'era dell'estinzione - Kate Winslet, Divergent                                                               | - Nat Wolff, The Fault in Our Stars - Sam Claflin, Hunger Games: La ragazza di fuoco - Nicholas Hoult, X-Men: Days of Future Past - Anthony Mackie, Captain America: The Winter Soldier - Ellen Page, X-Men: Days of Future Past | - Ansel Elgort, Divergent and The Fault in Our Stars - Theo James, Divergent - Elizabeth Olsen, Godzilla - Nicola Peltz, Transformers 4 - L'era dell'estinzione - Wyatt Russell, 22 Jump Street                                                                          |
| Miglior intesa | Miglior bacio | Nuove uscite |
| - Ansel Elgort, Nat Wolff and Shailene Woodley, The Fault in Our Stars - Cameron Diaz, Leslie Mann and Kate Upton, Tutte contro lui - Chris Evans and Anthony Mackie, Captain America: The Winter Soldier - Ice Cube and Kevin Hart, Poliziotto in prova - Jonah Hill and Channing Tatum, 22 Jump Street | - Shailene Woodley and Ansel Elgort, The Fault in Our Stars - Scarlett Johansson and Chris Evans, Captain America: The Winter Soldier - Jennifer Lawrence and Josh Hutcherson, Hunger Games: La ragazza di fuoco - Emma Roberts, Jennifer Aniston and Will Poulter, Come ti spaccio la famiglia - Emma Stone and Andrew Garfield, The Amazing Spider-Man 2 | - Jonah Hill, 22 Jump Street - Godzilla, Godzilla - Kevin Hart, Poliziotto in prova - Ice Cube, 22 Jump Street - Jason Sudeikis, Come ti spaccio la famiglia |
| Miglior film dell'estate | Miglior star estiva | |
| - 22 Jump Street - Apes Revolution - Il pianeta delle scimmie - Earth to Echo - Hercules - Il guerriero - Think Like a Man Too - Transformers 4 - L'era dell'estinzione | - Channing Tatum, 22 Jump Street - Jonah Hill, 22 Jump Street - Dwayne Johnson, Hercules - Il guerriero - Melissa McCarthy, Tammy - Mark Wahlberg, Transformers 4 - L'era dell'estinzione | |

### Musica
| Artista maschile | Artista femminile | Gruppo musicale |
| --- | --- | --- |
| - Ed Sheeran - Jason Derulo - Austin Mahone - Pitbull - Justin Timberlake - Pharrell Williams | - Ariana Grande - Beyoncé - Miley Cyrus - Lorde - Katy Perry - Taylor Swift | - One Direction - 5 Seconds of Summer - Fifth Harmony - R5 - Rixton |
| Artista EDM (Electronic Dance Music) | R&B/Hip-Hop Artist | Gruppo rock |
| - Calvin Harris - Martin Garrix - Kaskade - Skrillex - Zedd | - Iggy Azalea - Eminem - John Legend - Nicki Minaj - Justin Timberlake | - Imagine Dragons - Coldplay - OneRepublic - Paramore - The Black Keys |
| Artista country maschile | Artista country femminile | Gruppo country |
| - Hunter Hayes - Luke Bryan - Jake Owen - Blake Shelton - Keith Urban | - Taylor Swift - Jana Kramer - Miranda Lambert - Kacey Musgraves - Carrie Underwood | - Lady Antebellum - Florida Georgia Line - Parmalee - The Band Perry - Zac Brown Band |
| Brano country | Brano femminile | Brano maschile |
| - "This Is How We Roll", Florida Georgia Line featuring Luke Bryan - "Bartender", Lady Antebellum - "Beachin'", Jake Owen - "Play It Again", Luke Bryan - "Somethin' Bad", Miranda Lambert duet with Carrie Underwood | - "Problem", Ariana Grande featuring Iggy Azalea - "Dark Horse", Katy Perry featuring Juicy J - "Fancy", Iggy Azalea featuring Charli XCX - "Let It Go", Idina Menzel - "Team", Lorde                    | - "Sing", Ed Sheeran - "Happy", Pharrell Williams - "Mmm Yeah", Austin Mahone featuring Pitbull - "Stay with Me, Sam Smith - "Talk Dirty", Jason Derulo featuring 2 Chainz                                  |
| Brano di un gruppo | Brano R&B/Hip-Hop | Brano rock |
| - "Bo$$", Fifth Harmony - "Story of My Life", One Direction - "Me and My Broken Heart", Rixton - "Rude", Magic! - "She Looks So Perfect", 5 Seconds of Summer                                                         | - "Fancy", Iggy Azalea featuring Charli XCX - "All of Me", John Legend - "Na Na", Trey Songz - "Pills N Potions", Nicki Minaj - "Turn Down For What", DJ Snake featuring Lil Jon                         | - "Pompeii", Bastille - "Ain't It Fun", Paramore - "Love Runs Out", OneRepublic - "Maps", Maroon 5 - "On Top of the World", Imagine Dragons                                                                 |
| Brano EDM | Canzone d'amore | Canzone Break-Up |
| - "Wake Me Up", Avicii with vocals by Aloe Blacc - "#SELFIE", The Chainsmokers - "Animals", Martin Garrix - "Latch", Disclosure - "Summer", Calvin Harris                                                             | - "You & I", One Direction - "All of Me", John Legend - "Boom Clap", Charli XCX - "Not a Bad Thing", Justin Timberlake - "Somebody to You", The Vamps featuring Demi Lovato                              | - "Story of My Life", One Direction - "Amnesia", 5 Seconds of Summer - "Break Free", Ariana Grande featuring Zedd - "Miss Movin' On", Fifth Harmony - "Really Don't Care", Demi Lovato featuring Cher Lloyd |
| Canzone dell'estate | Artista femminile dell'estate | Artista maschile dell'estate |
| - "Really Don't Care", Demi Lovato Featuring Cher Lloyd - "Fancy", Iggy Azalea Featuring Charli XCX - "Rude", Magic! - "Summer", Calvin Harris - "Wiggle", Jason Derulo Featuring Snoop Dogg                          | - Demi Lovato - Iggy Azalea - Becky G - Ariana Grande - Nicki Minaj | - Jason Derulo - Luke Bryan - John Legend - Sam Smith - Pharrell Williams |
| Gruppo dell'estate | Tour dell'estate | Breakout Artist |
| - 5 Seconds of Summer - Fifth Harmony - Florida Georgia Line - Magic! - Rixton | - One Direction, Where We Are Tour - Beyoncé & Jay-Z, On the Run Tour - Justin Timberlake, The 20/20 Experience World Tour - Katy Perry, Prismatic World Tour - Luke Bryan, That's My Kind of Night Tour | - Austin Mahone - Becky G - Rita Ora - Cody Simpson - Zendaya |
| Gruppo Breakout | | |
| - 5 Seconds of Summer - Fifth Harmony - MKTO - Rixton - The Vamps | | |

### Televisione
| Drama Show | Actor: Drama | Actress: Drama |
| --- | --- | --- |
| - Pretty Little Liars - Hart of Dixie - Switched at Birth - The Fosters - Twisted                                                                         | - Ian Harding, Pretty Little Liars - Avan Jogia, Twisted - Jake T. Austin, The Fosters - Keegan Allen, Pretty Little Liars - Lucas Grabeel, Switched at Birth                         | - Lucy Hale, Pretty Little Liars - Troian Bellisario, Pretty Little Liars - Rachel Bilson, Hart of Dixie - Maddie Hasson, Twisted - Maia Mitchell, The Fosters                                    |
| Fantasy/Sci-Fi Series | Actor: Fantasy/Sci-Fi | Actress: Fantasy/Sci-Fi |
| - The Vampire Diaries - Arrow - Once Upon a Time - Sleepy Hollow - Teen Wolf                                                                              | - Ian Somerhalder, The Vampire Diaries - Joseph Morgan, The Originals - Josh Dallas, Once Upon a Time - Paul Wesley, The Vampire Diaries - Tyler Posey, Teen Wolf                     | - Nina Dobrev, The Vampire Diaries - Claire Holt, The Originals - Ginnifer Goodwin, Once Upon a Time - Kat Graham, The Vampire Diaries - Kristin Kreuk, Beauty & the Beast                        |
| Comedy Show | Actor: Comedy | Actress: Comedy |
| - The Big Bang Theory - Austin & Ally - Glee - New Girl - Sam & Cat                                                                                       | - Ross Lynch, Austin & Ally - Andy Samberg, Brooklyn Nine-Nine - Ashton Kutcher, Due uomini e mezzo - Chord Overstreet, Glee - Jim Parsons, The Big Bang Theory                       | - Lea Michele, Glee - Debby Ryan, Jessie - Kaley Cuoco, The Big Bang Theory - Laura Marano, Austin & Ally - Mindy Kaling, The Mindy Project                                                       |
| Animated Show | Reality Show | Reality Competition Show |
| - The Simpsons - Adventure Time - Family Guy - Gravity Falls - Regular Show                                                                               | - Keeping Up with the Kardashians - Cosmos: A Spacetime Odyssey - Dance Moms - Real Husbands of Hollywood - Total Divas                                                               | - The Voice - American Idol - MasterChef Junior - Survivor - The Amazing Race |
| Villain | Reality Personality: Male | Reality Personality: Female |
| - Dylan O'Brien, Teen Wolf - Robbie Kay, Once Upon a Time - Jane Lynch, Glee - Janel Parrish, Pretty Little Liars - Paul Wesley, The Vampire Diaries      | - Adam Levine, The Voice - Nick Cannon, America's Got Talent - Rob Dyrdek, Ridiculousness - Nev Schulman and Max Joseph, Catfish: False identità - Ryan Seacrest, American Idol       | - Shakira, The Voice - Cat Deeley, So You Think You Can Dance - Abby Lee Miller, Dance Moms - Jennifer Lopez, American Idol - The Kardashians and Jenner Sisters, Keeping Up with the Kardashians |
| Scene Stealer: Male | Scene Stealer: Female | Breakout Star: Male |
| - Tyler Hoechlin, Teen Wolf - Darren Criss, Glee - Adam DeVine, Modern Family - Tahj Mowry, Baby Daddy - Michael Trevino, The Vampire Diaries             | - Candice Accola, The Vampire Diaries - Mayim Bialik, The Big Bang Theory - Sarah Hyland, Modern Family - Naya Rivera, Glee - Eden Sher, The Middle                                   | - Brett Dalton, Agents of S.H.I.E.L.D. - Richard Brancatisano, Chasing Life - Tom Mison, Sleepy Hollow - Miguel Pinzon, Mystery Girls - Toby Regbo, Reign                                         |
| Breakout Star: Female | Breakout Show | Summer Show |
| - Sasha Pieterse, Pretty Little Liars - Nicole Beharie, Sleepy Hollow - Dove Cameron, Liv & Maddie - Adelaide Kane, Reign - Emily Bett Rickards, Arrow    | - Faking It - Being Mary Jane - Chasing Life - Reign - Sleepy Hollow | - Wipeout - Baby Daddy - Girl Meets World - So You Think You Can Dance - Under the Dome - Young & Hungry - Cuori in cucina                                                                        |
| Summer TV Star: Male | Summer TV Star: Female | |
| - Tyler Blackburn, Pretty Little Liars - Jean-Luc Bilodeau, Baby Daddy - David Lambert, The Fosters - Tyler Posey, Teen Wolf - Mike Vogel, Under the Dome | - Ashley Benson, Pretty Little Liars - Shay Mitchell, Pretty Little Liars - Emily Osment, Young & Hungry - Cuori in cucina - Cierra Ramirez, The Fosters - Italia Ricci, Chasing Life | |

### Fashion
| Female Hottie                                                                      | Male Hottie                                                                                   |
| ---------------------------------------------------------------------------------- | --------------------------------------------------------------------------------------------- |
| - Selena Gomez - Beyoncé - Ariana Grande - Kendall Jenner - Rihanna - Bella Thorne | - One Direction - Zac Efron - Ryan Gosling - Liam Hemsworth - Austin Mahone - Ian Somerhalder |

### Sport
| Male Athlete                                                                                       | Female Athlete                                                                          |
| -------------------------------------------------------------------------------------------------- | --------------------------------------------------------------------------------------- |
| - LeBron James - Kevin Durant - Dale Earnhardt, Jr. - Tim Howard - Johnny Manziel - Russell Wilson | - Serena Williams - Meryl Davis - Lucy Li - Candace Parker - Danica Patrick - Amy Purdy |

### Altro
| Comedian                                                                   | Smile                                                                      | Candie's Style Icon                                                     |
| -------------------------------------------------------------------------- | -------------------------------------------------------------------------- | ----------------------------------------------------------------------- |
| - Kevin Hart - Jimmy Fallon - Mindy Kaling - Andy Samberg - Kenan Thompson | - Harry Styles - Selena Gomez - Austin Mahone - Demi Lovato - Taylor Swift | - Zendaya - Iggy Azalea - Ashley Benson - Kendall Jenner - Emma Roberts |

### Web
| Web Star: Female | Web Star: Male | Web Star: Comedy |
| --- | --- | --- |
| - Bethany Mota - Andrea Russett - Grace Helbig - Michelle Phan - Zoella - iJustine                                                           | - Tyler Oakley - Cameron Dallas - Connor Franta - Joey Graceffa - Shawn Mendes - Troye Sivan                                      | - Our2ndLife - Brittani Louise Taylor - Colleen Ballinger, "Miranda Sings" - Hannah Hart - Jenn McAllister, "Jennxpenn" - Anthony Quintal, "Lohanthony" |
| Web Star: Music | Web Star: Fashion/Beauty | Web Collaboration |
| - Shawn Mendes - Boyce Avenue - Christina Grimmie - Cimorelli - Lindsey Stirling - Megan and Liz                                             | - Zoella - Bethany Mota - Bunny Meyer, "Grav3yardgirl" - Ingrid Nilsen, "Missglamorazzi" - Michelle Phan' - Elle and Blair Fowler | - Troye Sivan & Tyler Oakley, The "Boyfriend" Tag - Danisnotonfire & Amazing Phil, The Photo Booth Challenge - Alfie Deyes "PointlessBlog" & Ariana Grande, Ariana Does My Makeup - Prank vs. Prank & Jack and Finn Harries "Jacksgap", Twin Teleport Prank - Anthony Quintal "Lohanthony", Jack Baran "Thatsojack", Andrew Lowe, Jenn McAllister "Jennxpenn", & Rebecca Black, Fab Five In Real Life |
| Web Star: Gaming | Social Media King | Social Media Queen |
| - PewDiePie - iJustine - Joey Graceffa - Tiffany Garcia, "iHasCupquake" - Toby Turner                                                        | - One Direction - Ian Somerhalder - Justin Bieber - Justin Timberlake - Ashton Kutcher                                            | - Katy Perry - Britney Spears - Lady Gaga - Rihanna - Taylor Swift |
| Twit | Instagrammer | Viner |
| - One Direction - Demi Lovato - Ian Somerhalder - Justin Bieber - Katy Perry                                                                 | - Miley Cyrus - Justin Bieber - Rihanna - Selena Gomez - Taylor Swift                                                             | - Cameron Dallas - Jack & Jack - Lele Pons - Matt Espinosa - Shawn Mendes |
| Fanatic Fans | | |
| - One Direction (Directioners) - Demi Lovato (Lovatics) - Fifth Harmony (Harmonizers) - Taylor Swift (Swifties) - Ariana Grande (Arianators) | | |